# 227. poljska artilerijska brigada (ZDA)
227. poljska artilerijska brigada (izvirno angleško 227th Field Artillery Brigade) je bila poljska artilerijska brigada Kopenske vojske Združenih držav Amerike.